# The Chase (filme de 1966)
The Chase (br: A caçada humana / pt: Perseguição impiedosa) é um filme estadunidense de 1966, um drama dirigido por Arthur Penn, que em seguida dirigiria o filme Bonnie and Clyde (1967).

## Elenco
| Ator              | Papel                             |
| ----------------- | --------------------------------- |
| Marlon Brando     | Xerife Calder                     |
| Jane Fonda        | Anna Reeves                       |
| Robert Redford    | Charlie 'Bubber' Reeves           |
| E.G. Marshall     | Val Rogers                        |
| Angie Dickinson   | Ruby Calder                       |
| Janice Rule       | Emily Stewart                     |
| Miriam Hopkins    | Mrs. Reeves                       |
| Martha Hyer       | Mary Fuller                       |
| Richard Bradford  | Damon Fuller                      |
| Robert Duvall     | Edwin Stewart                     |
| James Fox         | Jason 'Jake' Rogers               |
| Diana Hyland      | Elizabeth Rogers                  |
| Henry Hull        | Briggs                            |
| Jocelyn Brando    | Mrs. Briggs                       |
| Katherine Walsh   | Verna Dee                         |
| Lori Martin       | Cutie                             |
| Marc Seaton       | Paul (creditado como Marc Skaton) |
| Paul Williams     | Seymour                           |
| Clifton James     | Lem                               |
| Malcolm Atterbury | Sr. Reeves                        |